# 山崎福寿
山崎 福寿（やまざき ふくじゅ、1954年2月27日- 2021年1月11日）は、日本の経済学者、日本大学教授。
埼玉県生まれ。1976年 上智大学経済学部卒業。1983年 東京大学大学院経済学研究科博士課程満期退学。2000年 「土地と住宅市場の経済分析」で上智大学経済学博士。上智大学経済学部講師、助教授、教授ののち、2011年 日本大学教授となった。99年 『土地と住宅市場の経済分析』で日経・経済図書文化賞受賞。

## 著書
- 『土地と住宅市場の経済分析』東京大学出版会　1999
- 『経済学で読み解く土地・住宅問題 都市再生はこう進めよ』東洋経済新報社 2001
- 『30分でわかる最悪の日本経済の読み方』中経出版 2009
- 『日本の都市のなにが問題か』NTT出版 世界のなかの日本経済 不確実性を超えて　2014

### 共編著
- 『都市再生の経済分析』浅田義久共編著 東洋経済新報社 2003
- 『権利対立の法と経済学 所有権・賃借権・抵当権の効率性』瀬下博之共著 東京大学出版会 2007
- 『都市経済学』浅田義久共著 日本評論社 シリーズ・新エコノミクス　2008
- 『金融のエッセンス』川西諭共著 有斐閣ストゥディア　2013

## 論文
- ＜山崎福寿